# Phyllanthus letouzeyanus
Espèce
Phyllanthus letouzeyanus est une espèce de plantes à fleurs de la famille des Phyllanthaceae et du genre Phyllanthus.